# Coupe de La Réunion de football 1966
La Coupe de La Réunion de football 1966 était la 10e édition de la compétition et fut remportée par la SS Patriote.

## 1ertour
| 11 septembre 1966 | SS Saint-Louisienne | 6-0 | SS Excelsior | Saint-Louis |  |
|                   |                     |     |              |             |  |

| 11 septembre 1966 | Bourbon Club | 6-0 | Racing Saint-Pierre | Saint-Denis |  |
|                   |              |     |                     |             |  |

| 11 septembre 1966 | SS Dynamo | 5-2 | US Stade Tamponnaise | Sainte-Marie |  |
|                   |           |     |                      |              |  |

| 11 septembre 1966 | JS Saint-Pierroise | 5-2 | FC APEP | Saint-Pierre |  |
|                   |                    |     |         |              |  |

| 11 septembre 1966 | SS Jeunesse Musulmane | 5-1 | SS Gauloise | Saint-Denis |  |
|                   |                       |     |             |             |  |

| 11 septembre 1966 | SS Patriote | 6-4 (pr) | US Bénédictine | Saint-Denis |  |
|                   |             |          |                |             |  |

| 11 septembre 1966 | SS Cadets Saint-Louis | 3-2 | Club Réunion | Saint-Louis |  |
|                   |                       |     |              |             |  |

| 11 septembre 1966 | SS Jeanne d'Arc | 6-2 | Stade Saint-Paulois | Le Port |  |
|                   |                 |     |                     |         |  |

## Quarts-de-finale
| 30 octobre 1966 | SS Jeunesse Musulmane | 2-1 | SS Jeanne d'Arc | Saint-Denis |  |
|                 |                       |     |                 |             |  |

| 30 octobre 1966 | SS Patriote | 2-0 | JS Saint-Pierroise | Saint-Denis |  |
|                 |             |     |                    |             |  |

| 30 octobre 1966 | SS Saint-Louisienne | 4-1 | SS Dynamo | Saint-Louis |  |
|                 |                     |     |           |             |  |

| 30 octobre 1966 | Bourbon Club | 5-2 | SS Cadets Saint-Louis | Saint-Denis |  |
|                 |              |     |                       |             |  |

## Demi-finale
| 11 décembre 1966 | SS Patriote | 2-1 | SS Saint-Louisienne | Saint-Denis |  |
|                  |             |     |                     |             |  |

| 11 décembre 1966 | Bourbon Club | 5-1 | SS Jeunesse Musulmane | Le Port |  |
|                  |              |     |                       |         |  |

## Finale
| 17 janvier 1967 | SS Patriote | 2-1 | Bourbon Club | Saint-Denis |  |
|                 |             |     |              |             |  |